# Парот, Альфонсо
Альфонсо Кристиан Парот Рохас (исп. Alfonso Cristián Parot Rojas; 15 октября 1989, Талька, Чили) — чилийский футболист, защитник клуба «Универсидад Католика». Выступал в сборной Чили.

## Клубная карьера
Воспитанник футбольной академии клуба «Универсидад Католика». В 2007 году он дебютировал в чилийской Примере. В начале 2010 года для получения игровой практики Альфонсо на правах аренды перешёл в «Ньюбленсе». 26 января в матче против «Аудакс Итальяно» он дебютировал за новую команду. После окончания аренды Парот вернулся в «Универсидад Католика». В 2011 году он помог клубу завоевать Кубок Чили. 29 июля 2013 года в поединке против своего бывшего клуба «Ньюбленсе» Альфонсо забил свой первый гол за «Универсидад Католика».
В начале 2016 года Парот был отдан в аренду в «Уачипато». 9 февраля в матче против «Унион Ла-Калера» он дебютировал за новый клуб. 6 апреля в поединке против «Сан-Луис Кильота» Альфонсо забил свой первый гол за «Уачипато».
Летом того же года Парот вернулся в «Универсидад Католика» и помог команде выиграть чемпионат. Через год Альфонсо перешёл в аргентинский «Росарио Сентраль». 26 августа в матче против «Колона» он дебютировал в аргентинской Примере. 11 марта 2018 года в поединке против «Велес Сарсфилд» Парот забил свой первый гол за «Росарио Сентраль».

## Международная карьера
В 2009 года Парот в составе молодёжной сборной Чили принял участие в молодёжном чемпионате Южной Америки в Венесуэле. На турнире он сыграл в матчах против команд Бразилии, Уругвая, Парагвая и Боливии.
17 октября 2018 года в товарищеском матче против сборной Мексики Парот дебютировал за сборную Чили, Парагвая.

## Достижения
Клубные
 «Универсидад Католика»
- Чемпионат Чили по футболу — Апертура 2016
- Обладатель Кубка Чили — 2011